# 日本国憲法第76条
日本国憲法 第76条（にほんこく〈にっぽんこく〉けんぽうだい76じょう）は、日本国憲法の第6章にある条文の1つであり、司法権・裁判所、特別裁判所の禁止、裁判官の独立について規定している。

## 条文
日本国憲法、e-Gov法令検索。

第七十六条
1，すべて司法権は、最高裁判所及び法律の定めるところにより設置する下級裁判所に属する。
2，特別裁判所は、これを設置することができない。行政機関は、終審として裁判を行うことができない。
3，すべて裁判官は、その良心に従ひ独立してその職権を行ひ、この憲法及び法律にのみ拘束される。

## 沿革

### 大日本帝国憲法
東京法律研究会 p.12

第五十七條
司法權ハ天皇ノ名ニ於テ法律ニ依リ裁判所之ヲ行フ
裁判所ノ構成ハ法律ヲ以テ之ヲ定ム
第五十八條
裁判官ハ法律ニ定メタル資格ヲ具フル者ヲ以テ之ニ任ス
裁判官ハ刑法ノ宣告又ハ懲戒ノ處分ニ由ルノ外其ノ職ヲ免セラルヽコトナシ
懲戒ノ條規ハ法律ヲ以テ之ヲ定ム
第六十條
特別裁判所ノ管轄ニ屬スヘキモノハ別ニ法律ヲ以テ之ヲ定ム
第六十一條
行政官廳ノ違法處分ニ由リ權利ヲ傷害セラレタリトスルノ訴訟ニシテ別ニ法律ヲ以テ定メタル行政裁判所ノ裁判ニ屬スヘキモノハ司法裁判所ニ於テ受理スルノ限ニ在ラス

### 憲法改正要綱
「憲法改正要綱」、国立国会図書館「日本国憲法の誕生」。

二十四第六十一条ノ規定ヲ改メ行政事件ニ関ル訴訟ハ別ニ法律ノ定ムル所ニ依リ司法裁判所ノ管轄ニ属スルモノトスル

### GHQ草案
「GHQ草案」、国立国会図書館「日本国憲法の誕生」。

#### 日本語
第六十八条
強力ニシテ独立ナル司法府ハ人民ノ権利ノ堡塁ニシテ全司法権ハ最高法院及国会ノ随時設置スル下級裁判所ニ帰属ス
特別裁判所ハ之ヲ設置スヘカラス又行政府ノ如何ナル機関又ハ支部ニモ最終的司法権ヲ賦与スヘカラス
判事ハ凡ヘテ其ノ良心ノ行使ニ於テ独立タルヘク此ノ憲法及其レニ基キ制定セラルル法律ニノミ拘束セラルヘシ

#### 英語
Article LXVIII.
A strong and independent judiciary being the bulwark of the people's rights, the whole judicial power is vested in a Supreme Court and in such inferior courts as the Diet shall from time to time establish.
No extraordinary tribunal shall be established, nor shall any organ or agency of the Executive be given final judicial power.
All judges shall be independent in the exercise of their conscience and shall be bound only by this Constitution and the laws enacted pursuant thereto.

### 憲法改正草案要綱
「憲法改正草案要綱」、国立国会図書館「日本国憲法の誕生」。

第七十二
司法権ハ凡テ最高裁判所及法律ヲ以テ定ムル下級裁判所之ヲ行フコト
特別裁判所ハ之ヲ設置スルコトヲ得ズ行政機関ハ終審トシテ裁判ヲ行フコトヲ得ザルコト
裁判官ハ凡テ其ノ良心ニ従ヒ独立シテ其ノ職権ヲ行ヒ此ノ憲法及法律ニ依ルノ外其ノ職務ノ執行ニ付他ノ干渉ヲ受クルコトナキコト

### 憲法改正草案
「憲法改正草案」、国立国会図書館「日本国憲法の誕生」。

第七十二条
司法権は、すべて最高裁判所及び法律の定めるところにより設置する下級裁判所が、これを行ふ。
特別裁判所は、これを設置することができない。行政機関は、終審として裁判を行ふことができない。
すべて裁判官は、その良心に従ひ独立してその職権を行ひ、この憲法及び法律にのみ拘束される。

### 帝国憲法改正案
「帝国憲法改正案」、国立国会図書館「日本国憲法の誕生」。

第七十二条
すべて司法権は、最高裁判所及び法律の定めるところにより設置する下級裁判所に属する。
特別裁判所は、これを設置することができない。行政機関は、終審として裁判を行ふことができない。
すべて裁判官は、その良心に従ひ、独立してその職権を行ひ、この憲法及び法律にのみ拘束される。

## 解説
法律の定め（第1項）
裁判所法2条（下級裁判所）かにおいて、下級裁判所の詳細については規定されている。日本国憲法においては下級裁判所の存在そのものは規定されているものの、具体的にどのような構成の裁判所を設けるかは法律に委ねられている。三審制などは憲法上明文で規定されているものではない。
特別裁判所（第2項）
特別裁判所とは、軍法会議、皇室裁判所、行政裁判所、憲法裁判所などの、通常の裁判所体系における上訴体系に服さない裁判所をいうものと解されている。たとえば、最高裁判所の下に位置する形で、家事審判を行う家庭裁判所や知的財産に関する知的財産高等裁判所を設置すること、また各種行政機関が一次的な審査機関として裁判類似の審判手続等を司る機関を設けることは妨げられない。裁判官弾劾裁判所は、特別裁判所であるが、憲法自体が設置を規定しているためこの規定に抵触しない。行政機関が審判を行う場合には、当該機関による決定は、最終的な決定とはならず、裁判所への上訴の可能性を求められることとなる。これらの行政機関による審判機関としては、海難審判所、特許庁、公正取引委員会などが挙げられる。警察の監察官や防衛省の防衛監察本部は、内部の監察を行い任命権者へ報告する機関であり審判機関ではない。
裁判官の独立（第3項）
裁判官はそれぞれ独立して職務を果たすことが期待されており、その権限の行使にあたっては、行政権力および裁判所内部の上級者からの指示には拘束されないものと憲法上は定められている。この独立を側面から補強するものとして、裁判官には一定の身分の保障がなされている。
- なお、「この憲法及び法律」という場合の「法律」は、形式的意味の法律に限られず、広く政令、規則、条例、慣習法などを含む法規範を指す。

第78条とともに司法権の独立を重視したものである。
その選任方式は憲法上、最高裁判所長官は内閣の指名にもとづいて天皇が任命する（第6条第2項）。また、長官以外の最高裁判所裁判官は内閣が任命する（第79条第1項）とあり、最高裁判所裁判官にの選任については内閣に大きな裁量権が与えられているとされる。

## 関連条文
- 日本国憲法第41条（国会の地位・立法権）
- 日本国憲法第65条（行政権と内閣）

## 判例
- 有毒飲食物等取締令違法 （最判昭和23年11月17日刑集2巻12号1565頁）憲法31条、憲法37条、憲法38条、憲法37条1項
  - 裁判官が良心に従うというのは、裁判官が有形無形の外部の圧迫ないし誘惑に屈しないで自己内心の良識と道徳感に従うとの意味である。
- 食糧管理法違反（最判昭和23年12月1日刑集2巻13号1661頁）憲法81条、憲法25条1項
- 警察予備隊違憲訴訟 (最判昭和27年10月8日)
- 児童福祉法違反被告事件 (最判昭和31年5月30日刑集10巻5号756頁) 憲法76条1項、憲法76条2項
  - 家庭裁判所は特別裁判所ではない。
- 砂川事件（最判昭和34年12月16日）憲法73条3項
- 苫米地事件 (最判昭和35年6月8日）憲法7条、憲法81条、憲法69条
- 国家試験合格変更又は損害賠償請求事件（最判昭和41年2月8日民集20巻2号196頁）
- 富山大学事件（最判昭和52年3月15日民集31巻2号234頁）
- 板まんだら事件（最判昭和56年4月7日民集35巻3号443頁）
- 日本新党繰上補充事件（最判平成7年5月25日民集49巻5号1279頁）